# Blackfriars Bridge
Blackfriars Bridge er en bil- og gangbro over Themsen i London, mellem Waterloo Bridge og Blackfriars Railway Bridge. Den nordlige side ligger i nærheden af Inns of Court, Temple Church og Blackfriars station. Den sydlige side er i nærheden af kunstgalleriet Tate Modern.
Den første faste bro ved Blackfriars var en 300 meter lang afgiftsbelagt bro tegnet i italieniseret stil af Robert Mylne. Byggearbejderne tog ni år, og broen åbnede i 1769. Den blev oprindelig kaldt William Pitt Bridge (efter premierministeren William Pitt den ældre), men blev snart opkaldt efter munkeklosteret Blackfriars, et dominikanerkloster som lå i nærheden.
Den nuværende bro blev fuldført i 1869 og består af fem smedejernsbuer bygget efter tegninger af Joseph Cubitt. Den ejes og vedligeholdes af Corporation of London. På grund af den store trafik over broen, blev der foretaget en udvidelse mellem 1907–1910, fra 70 fod til dagens 105 fod.
Broen blev verdenskendt i 1982 da den italienske bankier Roberto Calvi blev fundet hængt under en af buegangene i det som først blev anset som selvmord, men som nu regnes som et mord.